# 大河原栄之助
大河原 栄之助（おおかわら えいのすけ、1878年（明治11年）5月1日 - 1957年（昭和32年）6月28日）は、日本の実業家。日本特殊鋼、日本特殊金属社長。横浜商工会議所議員。

## 経歴
大河原新七の次男として、群馬県碓氷郡松井田町（現・安中市）に生まれる。なお、大河原家は代々農を業とした群馬県の名家である。栄之助は幼少の頃から神童であり、第一高等中学校を経て、東京帝国大学法科大学仏法科を卒業した。卒業後、東京瓦斯株式会社に入社。その後、渡邊銀行專務取締役、松井田銀行取締役、東海鉛管取締役などを歴任した。

## 家族
- 父・新七
- 叔母・たま（渡辺たま）
- 兄・豊太郎（松井田銀行頭取、渡邊銀行取締役）
- 弟・三郎（渡辺三郎）[5]
- 三女・信子（土井八郎兵衛の長男・靖夫の妻）